# 日本生物科学研究所
一般財団法人日本生物科学研究所（いっぱんざいだんほうじんにっぽんせいぶつかがくけんきゅうじょ）は、動物の生理及び病理についての調査研究、動物用医薬品及び医療機器等の開発などを実施する日本の法人。以前は農林水産省並びに文部科学省所管の財団法人であったが、公益法人制度改革に伴い一般財団法人へ移行した。

## 沿革
- 1947年（昭和22年）社団法人日本生物科学研究所創立
- 1959年（昭和34年）財団法人日本生物科学研究所設立
- 1966年（昭和41年）財団法人日本生物科学研究所　附属実験動物研究所設立
- 1969年（昭和44年）財団法人日本生物科学研究所　青梅支所設立
- 1978年（昭和53年）財団法人日本生物科学研究所　青梅移転
- 2012年（平成24年）一般財団法人日本生物科学研究所へ移行

## 所在地
- 東京都青梅市新町9丁目2221番地の1